# Hagenuk
Hagenuk (Hanseatische Apparatebaugesellschaft ehemals Neufeldt und Kuhnke) in Kiel ist ein deutscher Hersteller von Telekommunikations- und Radiogeräten, Schiffsausrüstung und Tauchgeräten. Teile des Unternehmens existieren noch, andere Teile wurden geschlossen.

## Geschichte
Im Jahre 1899 wurde Neufeldt & Kuhnke gegründet, 1936 erfolgte die Umbenennung in Hanseatische Apparatebau-Gesellschaft Neufeldt & Kuhnke GmbH.
In der Tauchtechnik ist Hagenuk zu Anfang des 20. Jahrhunderts als Nachfolger des 1870 gegründeten Unternehmens Ludwig von Bremen, Hamburg, des ersten deutschen Tauchgeräte-Herstellers hervorgetreten. Neben konventionellen Helmtauchgeräten baute das Unternehmen Panzertauchanzüge und erregte Aufsehen mit dem 1917 vorgestellten Panzertaucher. Er erreichte Tiefen, die mit 170 m weit jenseits dessen lagen, was bis dahin mit konventionellen Tauchgeräten zu bewerkstelligen war. Trotz schwieriger Handhabung war dem Konzept des Panzertauchers für einige Jahrzehnte mangels technischer Alternativen im Bereich der Taucherarbeit in großen Tiefen einiger Erfolg beschieden.
Im Jahre 1939 errichtete Hagenuk in Barth ein Tochterunternehmen zur Herstellung von Nebelkampfstoffen und Brandbomben. Die Firmenbezeichnung war Pommersche Industriewerke Barth. Im Jahre 1945 wurden die Anlagen gesprengt.

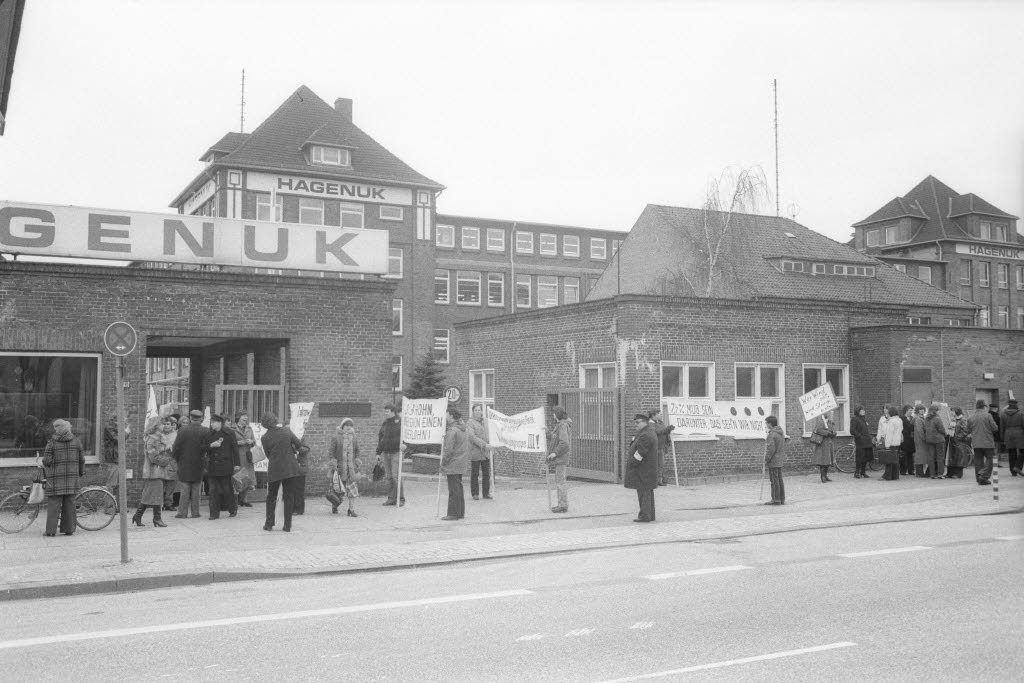
Firmensitz am Westring in Kiel (1981)

Die Fahrzeugklimasparte wurde 1991 in die aus einem Teil der MAB ausgegründete Hagenuk Fahrzeugklima GmbH mit Sitz in Schkeuditz (Sachsen) überführt und 1995 mit dieser von der Faiveley-Gruppe zur Gründung der Faiveley Transport Leipzig übernommen.
Der Firmensitz befand sich in Kiel unter der Adresse Westring 431–451 auf einem etwa 20 Hektar großen Areal. Dort entstand ab dem Jahre 2005 der Wissenschaftspark Kiel.

## Produkte

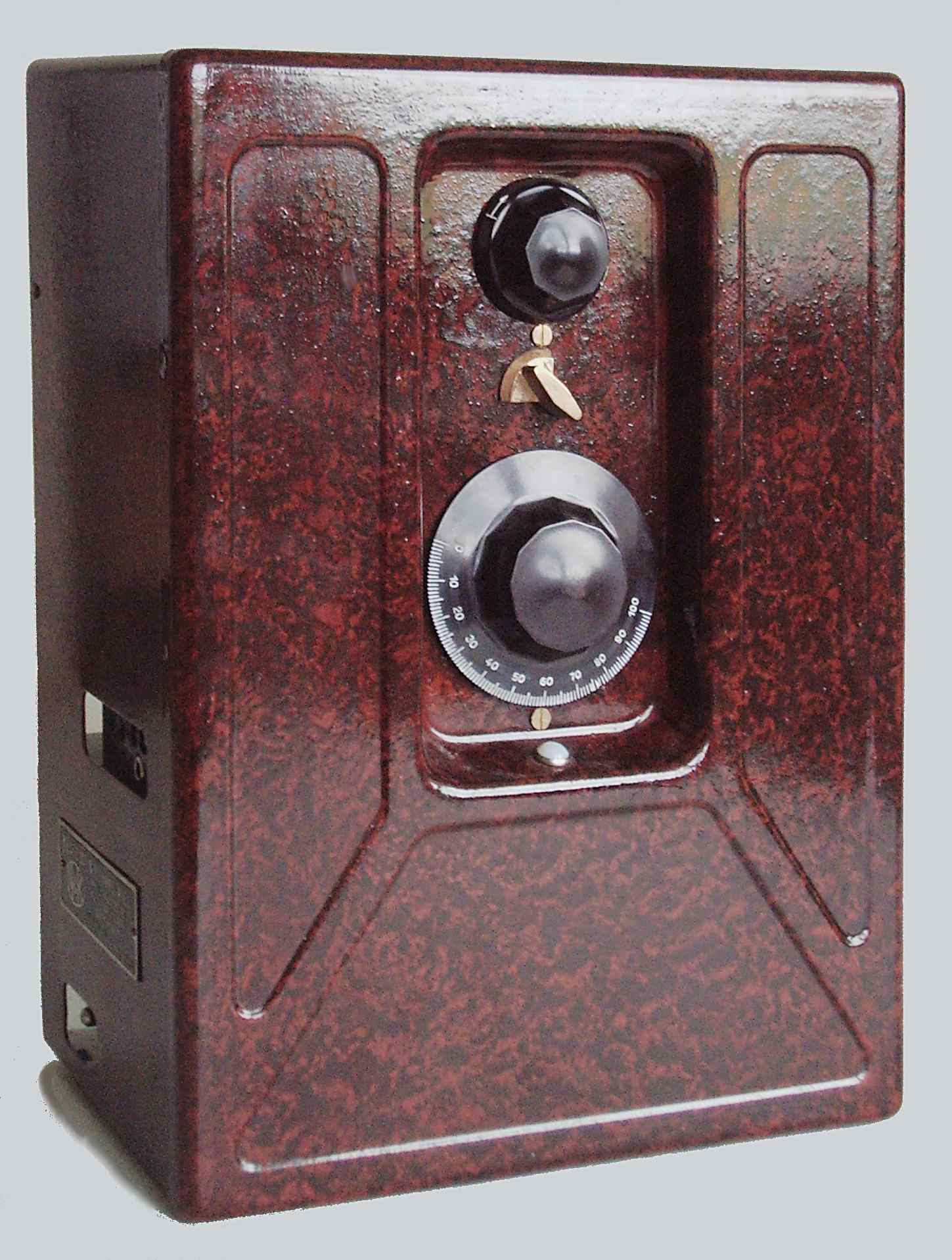
Radio Neufeldt und Kuhnke „NUK30“ von ca. 1929/30

- seit 1870 und noch 1917 Tauchgeräte bis zu 170 m Tauchtiefe
- Bereits 1922 baute Hagenuk als erstes Unternehmen einen Rundfunkempfänger mit eingebautem Lautsprecher.
Ab 1928 erfolgte wieder der Bau von Radios, u. a. unter dem Namen Nordmark. Ab 1937 wurden Innenleben von Blaupunkt-Radios verbaut, ab 1940 erfolgte die Kriegsproduktion von Philips-Geräten. Die Herstellung von Radios wurde 1950 eingestellt.
- Zwischen 1922 und 1928 konzentrierte man sich auf die Lautsprecher-Produktion.
- Schrapnell-, Spring-, Teller- und Panzerminen für die Wehrmacht
- Seeminen für die Kriegsmarine
- Magnet- und andere Zünder für Minen der Wehrmacht und Kriegsmarine
- Funkgeräte und Feldtelefone für Wehrmacht und Kriegsmarine
- von 1939 bis 1945 Nebelkampfstoffe und Brandbomben
- ab 1949 Telefone
- Ab 1949 erfolgte der Verkauf von Seefunkgeräten aus Eigenproduktion oder „gelabelt“. Die Geräte werden bis heute von der HDW-Hagenuk Schiffstechnik GmbH vertrieben.
- in den 1990er Jahren Fahrzeugklima-Technik
- Defibrillatoren

## Hagenuk Telekom
Der W 49 (Wählfernsprecher 49), auch TiWa49 (Tisch/Wandfernsprecher 49) genannt, war ab 1949 eine Hagenuk-Entwicklung und wurde in größeren Stückzahlen für die Deutsche Bundespost gebaut. Dieses Telefon ließ sich mit wenigen Handgriffen vom Tisch- zum Wandapparat umbauen. Zu dieser Zeit gehörte Hagenuk neben einigen anderen Firmen auch zu den Herstellern des Standard-Telefons FeTAp 611.
In den 1970er Jahren entwickelte das Unternehmen in einer vom Fernmeldetechnischen Zentralamt (FTZ) koordinierten Arbeitsgemeinschaft mit der Siemens AG und der Krone GmbH, Berlin, das Tastentelefon FeTAp 71 für Mehrfrequenzwahlverfahren (MFV) und, da sich die Einführung der Vermittlungsstellen für MFV verzögerten, das Tastentelefon FeTAp 75 für Impulswahlverfahren (IWV). Die drei Firmen haben dann die Bundespost mit diesen Tastentelefonen und ihren Varianten beliefert.
Anfang der 1980er Jahre startete die Bundespost eine Ausschreibung für die Entwicklung eines schnurlosen Telefons, genannt „Sinus“. Hagenuk nahm als einziges Unternehmen mit einer kompletten Eigenentwicklung an der Ausschreibung teil und konnte sich durchsetzen, die Geräte wurden ab Ende 1983 in Kiel hergestellt.
Im Jahr 1993 wurde das Satellitentelefon Satphone SP 1600 B als Koffergerät hergestellt und vertrieben.
Manfred Schmitt hatte 1995 von der Preussag AG sämtliche Geschäftsanteile an der Hagenuk-Telecom GmbH erworben. Er war seinerzeit Gründer und Vorstandsvorsitzender der internationalen Computerhandelskette Escom AG, die 1996 in Konkurs ging. Nach diesem Konkurs übernahm Schmitt noch im gleichen Jahr den Posten des Hauptgeschäftsführers bei Hagenuk, das lange Zeit ein international renommiertes Unternehmen auf dem Gebiet der Entwicklung und Produktion von Festnetz- und Mobiltelefonen sowie der zugehörigen Technologie war.
Ende 1997 musste die Hagenuk GmbH Insolvenz anmelden.
Hinzu kamen einige Schwierigkeiten in der Handysparte. Obwohl Hagenuk mit dem MT 900 eines der ersten Mobiltelefone mit Anrufbeantworter auf den Markt brachte, blieb dieses Gerät aufgrund seiner Größe ein Ladenhüter. Das MT 2000 als Nachfolger kam zunächst gut an, jedoch zersplitterte es bei einem legendären Falltest, und der Ruf des Gerätes war ruiniert.
Der Nachfolger, das Global Handy, war technisch gesehen ein Vorreiter auf dem Gebiet der Strahlenreduktion, kam jedoch bei den Käufern aufgrund seiner Form und des Rufes des Vorgängermodelles nicht gut an. Die Produktionsanlagen der Handyproduktion wurden von der Hagenuk Telekom abgespalten und einzeln verkauft. Hier wurden später Handys von Telital hergestellt.
Nach einigem Tauziehen übernahm die Tiptel AG die Hagenuk Telecom GmbH im März 1998. Dabei wurden auch vom Land Schleswig-Holstein einige Zugeständnisse gemacht und Subventionen gezahlt. 1999 wurden die Produktionsanlagen der Hagenuk Telecom an eine Gemeinschaftsfirma der Hagenuk GmbH und der in Italien ansässigen FINMEK S.p.A, einem Auftragshersteller, überführt. Zum 1. Oktober 1999 wurde die Finmek Hagenuk Manufacturing GmbH gegründet, welche die Produktion von Hagenuk in Kiel fortsetzen und circa 200 Mitarbeiter übernehmen sollte. Hagenuk sollte mit 25,1 % beteiligt bleiben.
Ende 1999 musste Tiptel für die Hagenuk Telekom erneut Insolvenz anmelden.
Anfang 2000 gab es erneut Streit um Hagenuk. Die CPS Europe B.V.(eine Tochter der pijnenburg Group) übernahm die Entwicklungsabteilung und den Vertrieb (somit auch die Markenrechte), die Nedworks Electronics Group übernahm die Anteile Finmek HagenukManufacturing GmbH.
Außerdem gab es Gerüchte über Industriespionage durch die Schweizer Firma Ascom.
Bis ins Jahr 2001 versuchte Hagenuk, neu auf dem deutschen Markt Fuß zu fassen. Bedingt durch die zwei Insolvenzen und Verzögerungen bei der Einführung neuer Produkte, konnte sich die Lage des Traditionsunternehmens nicht wieder stabilisieren. Im November 2001 wurde das restliche Know-how von der CPS Europe aus Kiel abgezogen und die Hagenuk Telekom GmbH geschlossen.
Die Pijnenburg-Gruppe stellt sich selbst als reine Investmentgruppe dar.
Möglicherweise war dieses Unternehmen also am Erwerb der Namensrechte und der Werte der Firma Hagenuk, nicht jedoch am Erhalt des Betriebes und der Arbeitsplätze selber interessiert.
- 2000 CPS Europe B.V. erwirbt Hagenuk Germany
- 2001 CPS Europe B.V. wird umbenannt in BV Hagenuk CPS
- 2002 Hagenuk Smart Card Solutions und B.V. Hagenuk CPS werden eigenständige Teilfirmen
- 2002 Teilweiser Kapitalabzug aus der Hagenuk Smart Card Solutions
- 2004 Umbenennung Hagenuk Smart Card Solutions in AOS Hagenuk

Nach Insolvenz und Neugründung blieb von Hagenuk nur noch ein kleines Entwicklungs- und Vertriebsteam übrig.
Im April 2003 wurde von diesem die Hagenuk Communication GmbH gegründet.
Im Mai 2005 wurde der Name in disty communications GmbH geändert, um sich von der ITM Technology AG abzugrenzen, welche unter dem Markennamen hagenuk neue Geräte auf den Markt brachte. Im Mai 2015 wurde ein Insolvenzverfahren gegen die disty communications GmbH eröffnet.

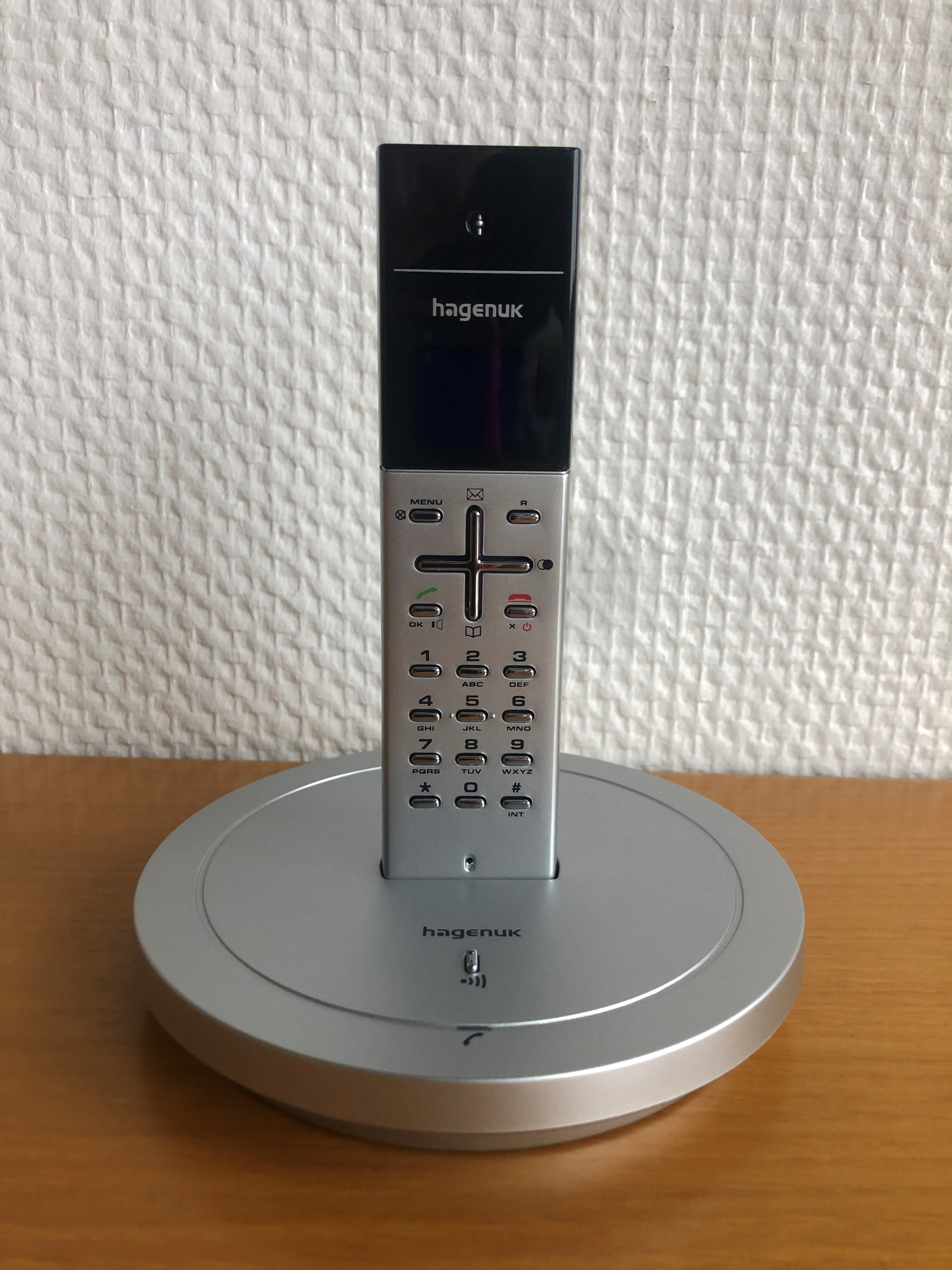
HAGENUK CLASSICO DESIGN DECT

Im Jahre 2003 kaufte der Unternehmer Willi Radons die Markenrechte der Consumer-Sparten der Firma hagenuk Kiel durch die Firma SNT. SNT lizenzierte die ITM Technology AG, eine weitere Firma von Radons. Ab 2004 gab es dann eine Fülle von neuen technischen Produkten, hauptsächlich wurden DECT-Telefone und seniorengerechte Mobiltelefone durch die ITM Technology AG in mehreren europäischen Ländern in den Massenmarkt gebracht.
Radons, der neue hagenuk-Markeninhaber, hatte dann über ein Jahrzehnt bis zu 12 % Marktanteil im Bereich des DECT-Telefonie-Marktes in Deutschland und war nach Siemens und Philips viele Jahre der drittgrößte Anbieter in Deutschland, Österreich und Schweiz. Mit dem „hagenuk Classico Design Dect“, einem Design-Telefon, wurde hagenuk durch den Verkauf von über 1,5 Millionen Geräten sehr bekannt.

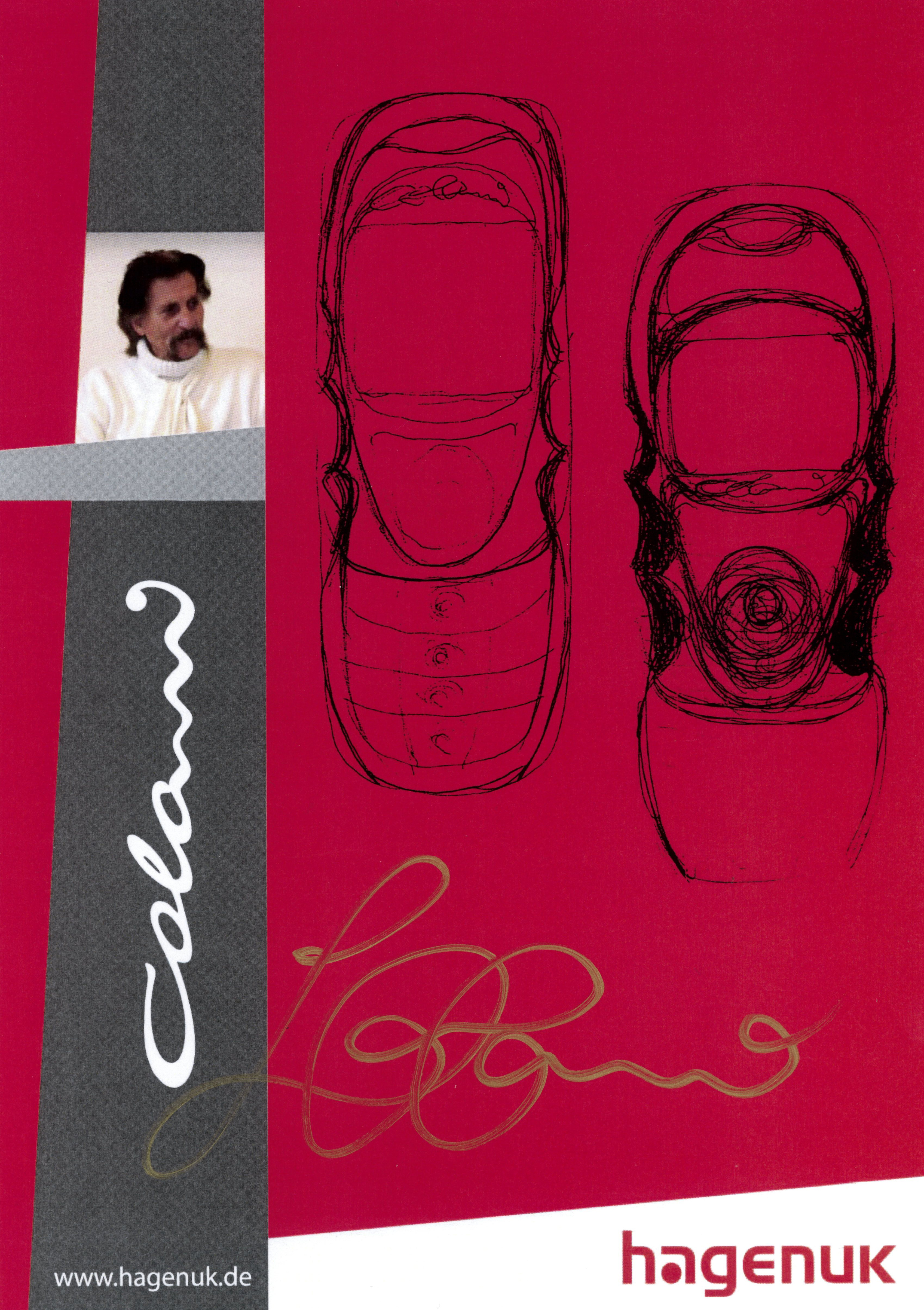
Entwurf eines Klapphandys für hagenuk von Designer Luigi Colani

Auch der mit Radons eng befreundete Designer Luigi Colani arbeitete immer wieder mit der hagenuk-Gruppe zusammen. So designte Luigi Colani für hagenuk zum Beispiel ein Frühstücksset, welches aus einer Kaffeemaschine, einem Toaster und einem Wasserkocher bestand. Für die Telefonsparte präsentierte Luigi Colani den Entwurf eines Klapphandys, welches seiner Zeit in Design und Funktion weit voraus war.
Im Bereich der Medizintechnik stellte hagenuk in einem Joint Venture mit einem renommierten Gerätehersteller Defibrillatoren her.
Im Zuge der Finanzkrise in den Jahren 2008–2009 musste die Unternehmensgruppe von Willi Radons ihre Aktivitäten neu gestalten.
Heute ist die Hagenuk-Gruppe durch die Hagenuk Deutschland GmbH und die Hagenuk Technologie AG Karlsruhe wieder in verschiedenen Märkten und Sparten international aktiv.

## Bekannte Mitarbeiter
- Leonhard Langmann (1920–2001), stellvertretender Betriebsratsvorsitzender, SPD-Politiker